# Trochosa
Genre
Synonymes
- Trochosina Simon, 1885
- Caporiaccosa Roewer, 1960
- Metatrochosina Roewer, 1960
- Piratosa Roewer, 1960
- Trochosippa Roewer, 1960

Trochosa est un genre d'araignées aranéomorphes de la famille des Lycosidae.

## Distribution
Les espèces de ce genre se rencontrent sur tous les continents sauf aux pôles.

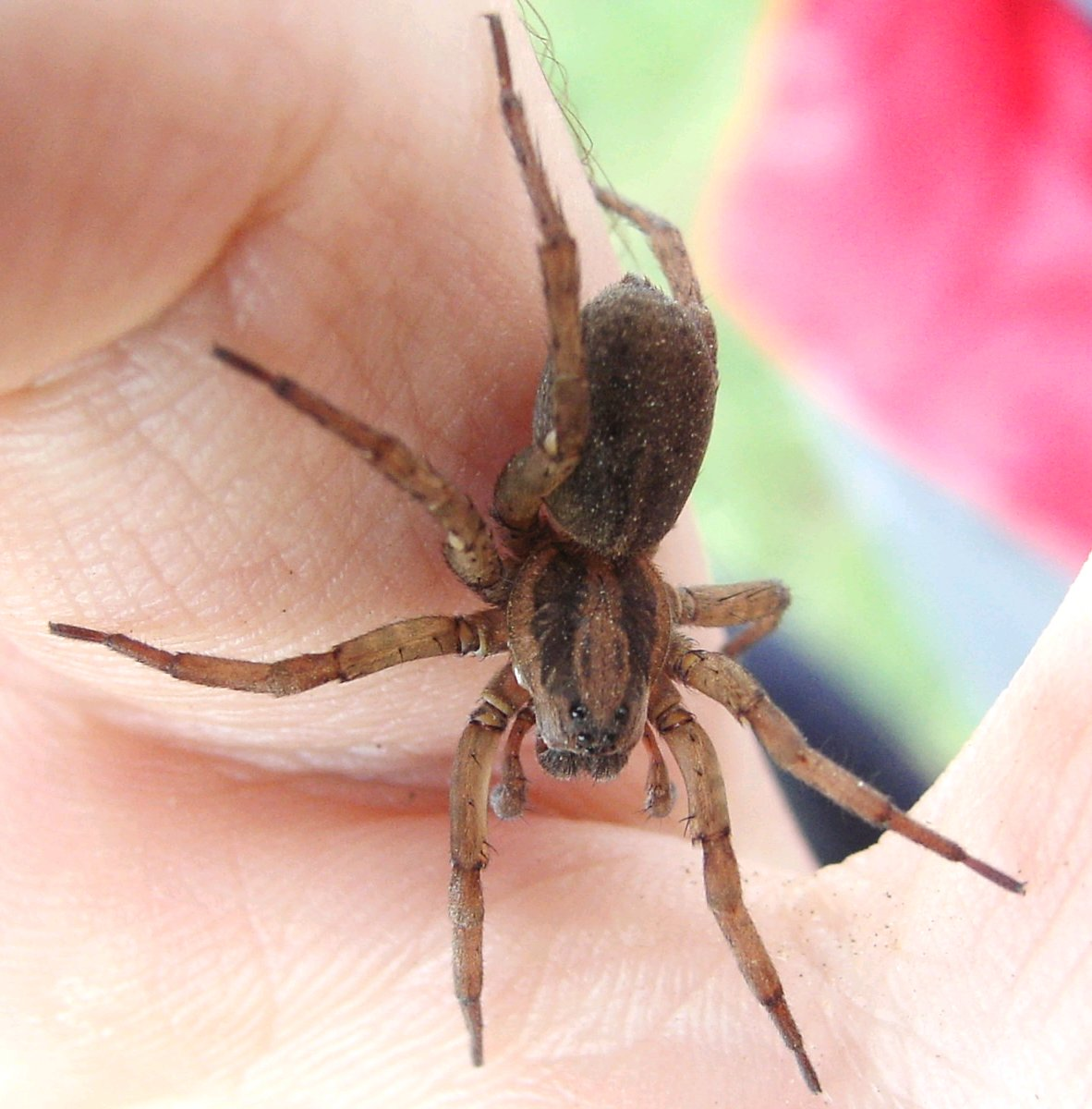
Trochosa ♂ en Forêt, près de Nettersheim, Allemagne.

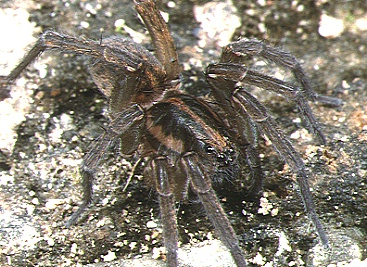
Trochosa aquatica

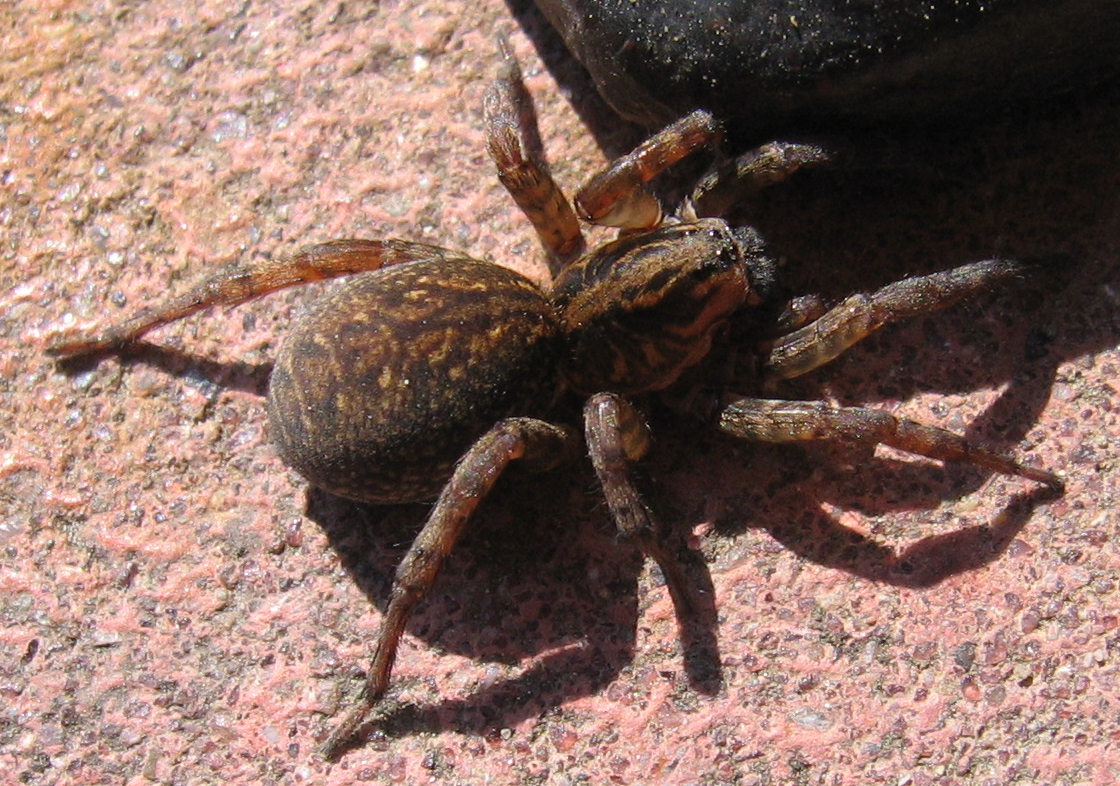
Trochosa terricola

## Liste des espèces
Selon World Spider Catalog (version 26, 02/07/2025) :
- Trochosa abdita (Gertsch, 1934)
- Trochosa adjacens O. Pickard-Cambridge, 1885
- Trochosa albifrons (Roewer, 1960)
- Trochosa albipilosa (Roewer, 1960)
- Trochosa albomarginata (Roewer, 1960)
- Trochosa alpina X. Y. Zhang & Z. S. Zhang, 2025
- Trochosa alviolai Barrion & Litsinger, 1995
- Trochosa aperta (Roewer, 1960)
- Trochosa aquatica Tanaka, 1985
- Trochosa arctosina Caporiacco, 1947
- Trochosa bannaensis Yin & Chen, 1995
- Trochosa beltran (Mello-Leitão, 1942)
- Trochosa bukobae (Strand, 1916)
- Trochosa cachetiensis Mcheidze, 1997
- Trochosa canapii Barrion & Litsinger, 1995
- Trochosa charmina (Strand, 1916)
- Trochosa corporaali (Reimoser, 1935)
- Trochosa dentichelis Buchar, 1997
- Trochosa eberlanzi (Roewer, 1960)
- Trochosa entebbensis (Lessert, 1915)
- Trochosa eugeni (Roewer, 1951)
- Trochosa fabella (Karsch, 1879)
- Trochosa fageli Roewer, 1960
- Trochosa fusca (Keyserling, 1877)
- Trochosa gentilis (Roewer, 1960)
- Trochosa glarea McKay, 1979
- Trochosa gravelyi Buchar, 1976
- Trochosa guatemala Chamberlin & Ivie, 1942
- Trochosa gunturensis Patel & Reddy, 1993
- Trochosa hirtipes Ponomarev, 2009
- Trochosa hispanica Simon, 1870
- Trochosa hoggi (Lessert, 1926)
- Trochosa honggiana Barrion, Barrion-Dupo & Heong, 2013
- Trochosa humicola Bertkau, 1880
- Trochosa hungarica Herman, 1879
- Trochosa immaculata Savelyeva, 1972
- Trochosa insignis O. Pickard-Cambridge, 1898
- Trochosa intermedia (Roewer, 1960)
- Trochosa iviei (Gertsch & Wallace, 1937)
- Trochosa kaieteurensis (Gertsch & Wallace, 1937)
- Trochosa kalukanai (Simon, 1900)
- Trochosa kaswabilengae (Roewer, 1960)
- Trochosa liberiana (Roewer, 1960)
- Trochosa longa Qu, Peng & Yin, 2010
- Trochosa lucasi (Roewer, 1951)
- Trochosa lugubris O. Pickard-Cambridge, 1885
- Trochosa magdalenensis (Strand, 1914)
- Trochosa magna (Roewer, 1960)
- Trochosa malayana (Doleschall, 1859)
- Trochosa marusiki Shafaie, Koponen, Nadolny, Kunt & Mirshamsi, 2022
- Trochosa masumbica (Strand, 1916)
- Trochosa melloi Roewer, 1951
- Trochosa meruensis (Lessert, 1926)
- Trochosa minima (Roewer, 1960)
- Trochosa modesta (Roewer, 1960)
- Trochosa moluccensis Thorell, 1878
- Trochosa mossambicus (Roewer, 1960)
- Trochosa mundamea Roewer, 1960
- Trochosa nigerrima (Roewer, 1960)
- Trochosa niveopilosa (Mello-Leitão, 1938)
- Trochosa nossibeensis (Strand, 1907)
- Trochosa obscura (Roewer, 1960)
- Trochosa obscura (Mello-Leitão, 1943)
- Trochosa papakula (Strand, 1911)
- Trochosa paranaensis (Mello-Leitão, 1937)
- Trochosa pardaloides (Mello-Leitão, 1937)
- Trochosa pardosella (Strand, 1906)
- Trochosa parviguttata (Strand, 1906)
- Trochosa pelengena (Roewer, 1960)
- Trochosa praetecta L. Koch, 1875
- Trochosa presumptuosa (Holmberg, 1876)
- Trochosa propinqua O. Pickard-Cambridge, 1885
- Trochosa pseudofurva (Strand, 1906)
- Trochosa quinquefasciata Roewer, 1960
- Trochosa reichardtiana (Strand, 1916)
- Trochosa reimoseri Bristowe, 1931
- Trochosa robusta (Simon, 1876)
- Trochosa ruandanica (Roewer, 1960)
- Trochosa ruricola (De Geer, 1778)
- Trochosa ruricoloides Schenkel, 1963
- Trochosa sanlorenziana (Petrunkevitch, 1925)
- Trochosa semoni Simon, 1896
- Trochosa sepulchralis (Montgomery, 1902)
- Trochosa sericea (Simon, 1898)
- Trochosa spinipalpis (F. O. Pickard-Cambridge, 1895)
- Trochosa suiningensis Peng, Yin, Zhang & Kim, 1997
- Trochosa tenuis (Roewer, 1960)
- Trochosa terricola Thorell, 1856
- Trochosa unmunsanensis Paik, 1994
- Trochosa urbana O. Pickard-Cambridge, 1876
- Trochosa ursina (Schenkel, 1936)
- Trochosa vulvella (Strand, 1907)
- Trochosa wuchangensis (Schenkel, 1963)

## Systématique et taxinomie
Ce genre a été décrit par C. L. Koch en 1847.
Trochosina a été placé en synonymie par Engelhardt en 1964.
Metatrochosina a été placé en synonymie par Tanaka en 1988.
Piratosa a été placé en synonymie par Marusik, Omelko et Koponen en 2010.
Caporiaccosa et Trochosippa ont été placés en synonymie par Marusik, Nadolny et Koponen en 2020.

## Publication originale
- C. L. Koch, 1847 : Die Arachniden. Nürnberg, vol. 14, p. 89-210 (texte intégral).